# Frank Bidart

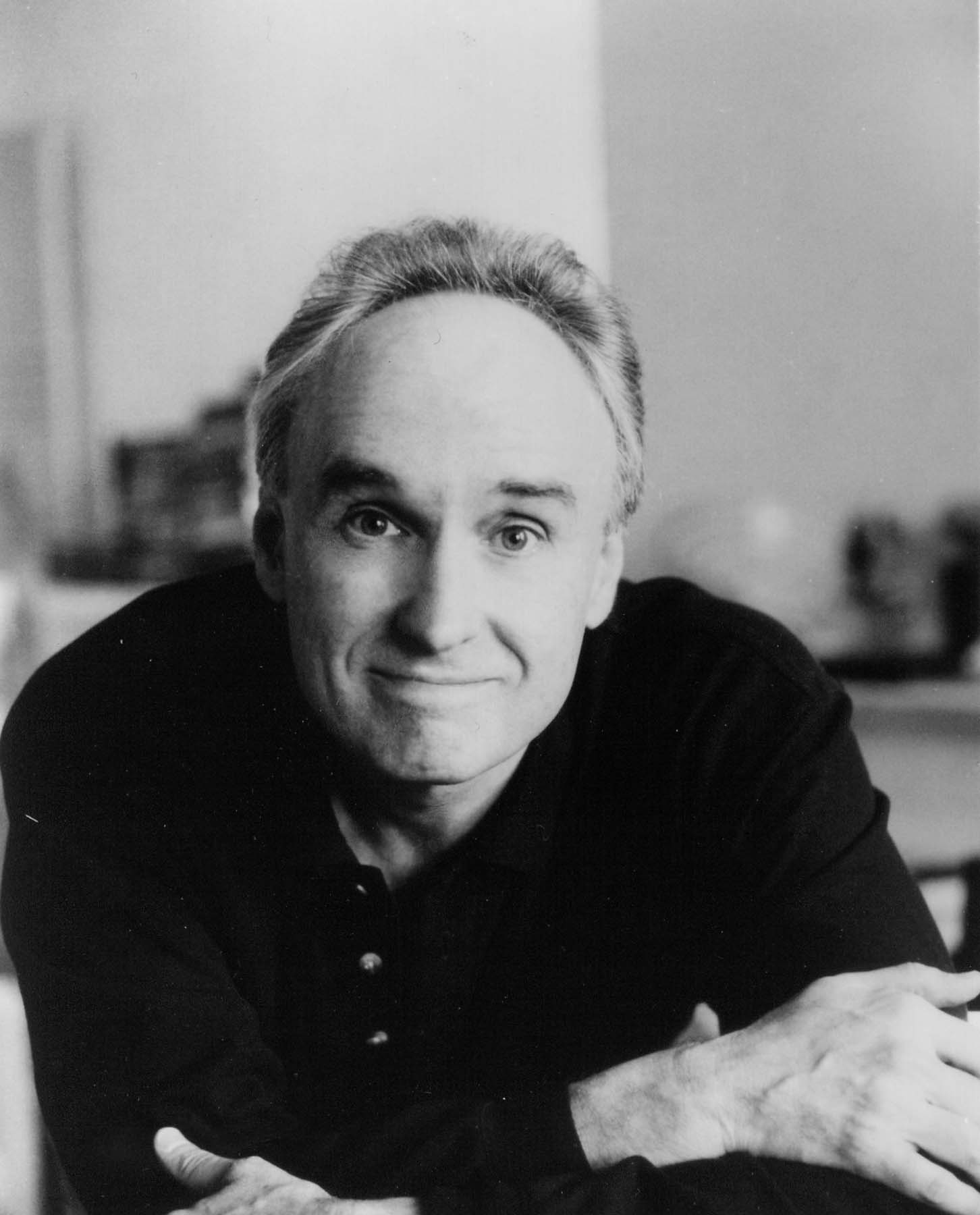
Frank Bidart (2013)

Frank Bidart (* 27. Mai 1939 in Bakersfield, Kalifornien) ist ein US-amerikanischer Lyriker und Hochschullehrer, der 2018 für seinen Gedichtband Half-light: Collected Poems 1965–2016 den Pulitzer-Preis für Dichtung und bereits 2017 den National Book Award für Lyrik erhielt. Darüber hinaus wurde er für andere Werke mit dem National Book Critics Circle Award sowie dem Los Angeles Times Book Prize ausgezeichnet und ist seit 1992 Mitglied der American Academy of Arts and Sciences.

## Leben
Bidart begann nach dem Schulbesuch ein grundständiges Studium an der University of California, Riverside und schloss dieses mit einem Bachelor of Arts (B.A.) ab. Während eines postgradualen Studiums an der Harvard University schloss er Freundschaft mit den Schriftstellern Robert Lowell und Elizabeth Bishop. 1972 übernahm er eine Professur am Wellesley College und unterrichtet seither dort.
1973 erschien mit Golden State Bidarts erste Sammlung von Gedichten, die vom Dichter Richard Howard für die vom New Yorker Verlag George Braziller herausgegebene Lyrikreihe ausgewählt wurden. 1981 erhielt er den von der Literaturzeitschrift The Paris Review erstmals vergebenen Bernard F. Conners Prize für „The War of Vaslav Nijinsky“. Allerdings erreichte er erst zehn Jahre später mit dem 1983 vom Verlag Random House veröffentlichten Band The Sacrifice eine größere Leserschaft. 1990 erschien beim New Yorker Verlag Farrar, Straus and Giroux unter dem Titel In the Western Night: Collected Poems 1965-90 eine Sammlung seiner frühen Gedichten. Er wurde 1992 Mitglied der American Academy of Arts and Sciences. Sein 1997 ebenfalls von Farrar, Straus and Giroux veröffentlichter Gedichtband Desire erhielt den Shelley Memorial Award der Poetry Society of America und war sowohl für den Pulitzer-Preis für Dichtung, National Book Award für Lyrik als auch den National Book Critics Circle Award nominiert.
Bidart, der 2000 den Wallace Stevens Award der Academy of American Poets erhielt, wurde 2003 Kanzler dieser Akademie und war einer der Mitherausgeber der von Farrar, Straus and Giroux veröffentlichten Collected Poems von Robert Lowell. Er war zudem Fellow der National Endowment for the Arts (NEA), wurde 2006 in die American Academy of Arts and Letters aufgenommen und erhielt 2007 den Bollingen Prize in American Poetry. 2008 gewann er den Los Angeles Times Book Prize für Lyrik für Watching the Spring Festival: Poems. Sein 2013 erschienener Lyrikband Metaphysical Dog: Poems wurde mit dem National Book Critics Circle Award ausgezeichnet und war zudem für den National Book Award für Lyrik nominiert. 2017 wurde Bidart mit einem Griffin Poetry Prize für sein Lebenswerk ausgezeichnet. 2017 kam sein Gedichtband Half-light: Collected Poems 1965–2016 heraus, der 2017 den National Book Award für Lyrik sowie 2018 den Pulitzer-Preis für Dichtung erhielt.

## Veröffentlichungen
- Golden State, 1973
- The Book of the Body, 1977
- The Sacrifice, 1983
- In the Western Night: Collected Poems 1965–1990, 1990
- Desire, 1997
- Music Like Dirt, 2002
- Star Dust, 2005
- Watching the Spring Festival: Poems, 2008
- Metaphysical Dog: Poems, 2013
- Half-light: Collected Poems 1965–2016, 2017